# Hans Blichfeldt
Hans Frederik Blichfeldt (auch Hans Frederick Blichfeldt, * 9. Januar 1873 in Illar in Dänemark; † 16. November 1945 in Palo Alto)  war ein US-amerikanischer Mathematiker, der sich mit Gruppentheorie und Zahlentheorie beschäftigte.

## Leben und Wirken
Hans Blichfeldt wanderte mit seinen Eltern 1888 aus Dänemark in die USA aus, wo er als Landarbeiter und in Sägemühlen und schließlich als umherreisender Landvermesser arbeitete, der seinen Kollegen durch hervorragende Kopfrechenfähigkeiten bekannt war. Sein mathematisches Talent fiel schon als Kind auf und er bestand in Dänemark die Aufnahmeprüfungen für die Universität mit Auszeichnung, studieren konnte er aber erst in den USA in relativ fortgeschrittenem Alter ab 1894 an der Stanford University. Nach dem Abschluss 1897 ging er (mit von einem seiner Stanford-Professoren geliehenem Geld) an die Universität Leipzig, wo er bei Sophus Lie mit einer Arbeit über Transformationsgruppen promoviert wurde. Danach kehrte er nach Stanford zurück, wo er ab 1898 Instructor und ab 1913 bis zu seiner Emeritierung 1938 Professor war, ab 1927 als Vorsitzender des Mathematik-Departments. 1911 war er Gastprofessor an der University of Chicago und 1924/5 an der Columbia University.
Blichfeldt beschäftigte sich mit der Geometrie der Zahlen (wo Blichfeldts Prinzip – auch Satz von Blichfeldt – nach ihm benannt ist und wo er genaue Abschätzungen für die Minima positiv definiter quadratischer Formen in 6, 7 und 8 Variablen gab), ist aber vor allem durch zwei Bücher über endliche Gruppen bekannt. Er klassifizierte alle endlichen Kollineationsgruppen in vier Variablen. Seine Arbeiten über quadratische Formen haben Anwendungen auf die Bestimmung der dichtesten Gitterpackungen von Kugeln. Er fand 1934 die dichtesten solchen Packungen in den Dimensionen 6,7 und 8 (in höheren Dimensionen ist die Frage heute noch ungelöst).
1912 war er Vizepräsident der American Mathematical Society, 1920 wurde er in die National Academy of Sciences gewählt. 1938 erhielt er den Dannebrog-Orden.

## Schriften
- A new principle in the geometry of numbers with some applications, Transact. AMS 15 (1914), S. 227–235.
- mit George Abram Miller, Leonard Dickson: Theory and Application of Finite Groups, New York, Wiley 1916, Reprint Dover 1961
- Finite Collineation Groups, University of Chicago Press 1917
- The minimum values of positive quadratic forms in six, seven and eight variables, Math. Z. 39 (1935), S. 1–15 online, PDF-Datei